# Matthias Zollner
Matthias Zollner (ur. 9 maja 1981) – niemiecki trener koszykówki, obecnie trener Alba Fehérvár.
26 maja 2020 został trenerem GTK Gliwice. 19 listopada 2021 objął stanowisko trenera w węgierskiej Albie Fehérvár.

## Osiągnięcia
Drużynowe
- Mistrz Austrii (2014, 2015)
- Wicemistrz Węgier (2019, 2020)
- Zdobywca Pucharu Austrii (2015)

Indywidualne
- Trener roku ligi austriackiej ÖBL (2014, 2015)